# Frauenkirchen
Frauenkirchen (in ungherese: Boldogasszony, Fertőboldogasszony, Fertő-Boldogasszony) è un comune austriaco di 2 833 abitanti nel distretto di Neusiedl am See, in Burgenland; ha lo status di città (Stadtgemeinde).